# 世界の中心で、愛をさけぶ (サウンドトラック)
本項「世界の中心で、愛をさけぶ (サウンドトラック)」は、『世界の中心で、愛をさけぶ』が映画化、テレビドラマ化された際において発売されたサウンドトラックについて記述する。

## 映画版サウンドトラック&イメージ・アルバム
『世界の中心で、愛をさけぶ　オリジナル・サウンドトラック&イメージ・アルバム』（せかいのちゅうしんで、あいをさけぶ - ）は、2004年4月28日に発売され、2004年5月東宝系にて公開された同名映画のサウンドトラック&イメージ・アルバム。
初盤はレーベルゲートCD仕様にて（規格品番：ESCL-2547）発売され、後にCD-DA仕様で（規格品番：ESCL-2681）にて再発売された。
本作は同名映画の挿入歌・劇中歌を中心に収録しているため一般的な映画のサウンドトラック盤ではない。そのため「イメージ・アルバム」と冠されている。
通常のサウンドトラックは映画の音楽を担当した、こまっちゃクレズマの熊谷陽子（張紅陽）と、ASA-CHANG&巡礼の浦山秀彦の二人による音楽ユニット、めいなCo.による楽曲を中心に収録した『世界の中心で、愛をさけぶオリジナル・サウンドトラック完全版』（規格品番：ESCL-2682）として2004年5月19日に発売された。

## 収録曲
1. アヴェ･マリア ～Remix（4:27）／中塚武
作曲：シャルル・グノー／Remix：中塚武
2. 大空につづく道（3:17）／めいなCo.
作曲・編曲：めいなCo.
3. SOMEDAY（5:22）／佐野元春
作詞・作曲・編曲：佐野元春、ストリングス編曲：大村雅朗
4. ロミオとジュリエット（3:12）／ゴンチチ
作曲：ニーノ・ロータ
5. そして僕は途方に暮れる（4:13）／大沢誉志幸
作詞：銀色夏生、作曲：大沢誉志幸、編曲：大村雅朗
6. RASPBERRY DREAM（4:42）／レベッカ
作詞：NOKKO、作曲：土橋安騎夫、編曲：レベッカ
7. アンダンテ（2:48）／めいなCo.
作曲・編曲：めいなCo.
8. アヴェ･マリア (from the movie)（1:59）
作曲：シャルル・グノー
9. きみに会えて（5:30）／渡辺美里
作詞：神沢礼江、作曲：小室哲哉、編曲：清水信之
10. この愛をみつめて（3:27）／めいなCo.
作曲・編曲：めいなCo.
11. 瞳をとじて ～ピアノバージョン～（4:39）／松谷卓
作曲：平井堅

## 関連作品
- めいなCo.『世界の中心で、愛をさけぶオリジナル・サウンドトラック完全版』（2004年5月19日発売、 Epic Records）[5]
- 河野伸『世界の中心で、愛をさけぶ TVオリジナル・サウンドトラック』（2004年8月11日発売、ユニバーサルJ）[6]